# Gheorghe Macovei
Pour les articles homonymes, voir Macovei.
Gheorghe Macovei, né le 25 septembre 1880 et mort le 31 mai 1969, est un géologue roumain.

## Biographie
Né à Tansa, dans le Județ de Iași, il fréquente l'école primaire de son village natal, où son père est enseignant. Il est diplômé du Lycée national (en) en 1899 et de la faculté des sciences de l'Université de Iași en 1905, où son mentor est Ion Th. Simionescu. Il travaille ensuite comme assistant au laboratoire de géologie et de paléontologie, commençant des études de terrain à Bahna et Broșteni. En 1908, il est stagiaire au Musée d'histoire naturelle de Vienne. Il soutient une thèse de doctorat sur la géologie du bassin tertiaire de Bahna en 1909. Macovei est ensuite embauché comme assistant géologue à l'Institut géologique roumain de Bucarest, travaillant sous Ludovic Mrazek (ro) qu'il a appris à connaître à Broșteni. De 1909 à 1911, il continue à se spécialiser en biostratigraphie dans les laboratoires de Paris, Grenoble et Lausanne, et sur les steppes entre les montagnes de l'Oural et la mer Caspienne en 1913. Pendant la Première Guerre mondiale, il entreprend des études géologiques dans la région de Moldavie, cherchant à fournir des matières premières minérales à l'économie et à la population.
En 1919, il est nommé professeur de géologie et de paléontologie à la faculté des mines et de la métallurgie de l'Université Politehnica de Bucarest. Pendant son séjour, il enseigne des cours de géologie générale, de stratigraphie, de paléontologie et de géologie pétrolière ; ses recherches ont porté sur ces domaines, ainsi que sur la tectonique et le charbon. Après avoir étudié les couches du Miocène, il passe au Crétacé, d'abord en Dobroudja puis dans les Carpates orientales. Ces études ont été synthétisées dans une grande monographie de 1934 sur le Crétacé en Roumanie. En 1938, il publie une étude révolutionnaire sur la formation des réserves de pétrole en Roumanie ; Macovei croyait fermement que le pétrole était d'origine organique. Il est directeur de l'institut géologique de 1931 à 1960. À ce titre, il découvre et suggère des utilisations pour plusieurs gisements de minéraux utiles à l'économie nationale.
Élu membre correspondant de l'Académie roumaine en 1931, Macovei est élevé au statut de titulaire en 1939. En 1961, le régime communiste lui décerne l'Ordre de l'Étoile de la République socialiste roumaine (en), première classe.